# Francoàcies
Les francoàcies (Francoaceae) són una família de plantes angiospermes de l'ordre de les geranials (Geraniales). Són una trentena d'espècies agrupades en sis gèneres que són natives d'Àfrica i Amèrica del Sud.

## Taxonomia
Aquesta família va ser descrita per primer cop l'any 1832 a la revista Annales des sciences naturelles; comprenant la physiologie animale et végétale, l’anatomie comparée des deux règnes, la zoologie, la botanique, la minéralogue et la géologie pel botànic francès Adrien Henri Laurent de Jussieu (1797-1853).

### Gèneres
Dins d'aquesta família es reconeixen els 6 gèneres següents:
- Balbisia Cav.
- Bersama Fresen.
- Francoa Cav.
- Greyia Hook. & Harv.
- Melianthus L.
- Viviania Cav.